# 中山道陸橋
中山道陸橋（なかせんどうりっきょう）は、東京都板橋区大和町と同区本町の間で国道17号（中山道）に架かる東京都道318号環状七号線（環七通り）の跨道橋（陸橋）である。

## 概要
国道17号（以下、中山道）を跨いでいるほか、首都高速5号池袋線が上空で、都営地下鉄三田線が地下で当陸橋と交差し、三田線は交差している部分に板橋本町駅がある。

## 橋の下の大気汚染
当陸橋の下にある大和町交差点は、交通量のほかに、当陸橋、首都高速5号池袋線、交差点周辺のビルによって半閉鎖的な状態となっているため、排気ガスによる大気汚染が厳しい交差点となっている。環境省環境管理局の調査では、2001年度と2002年度は日本一大気汚染が深刻な交差点であったが、試験的に土壌による空気の浄化を行っている。